# Schnittgerade

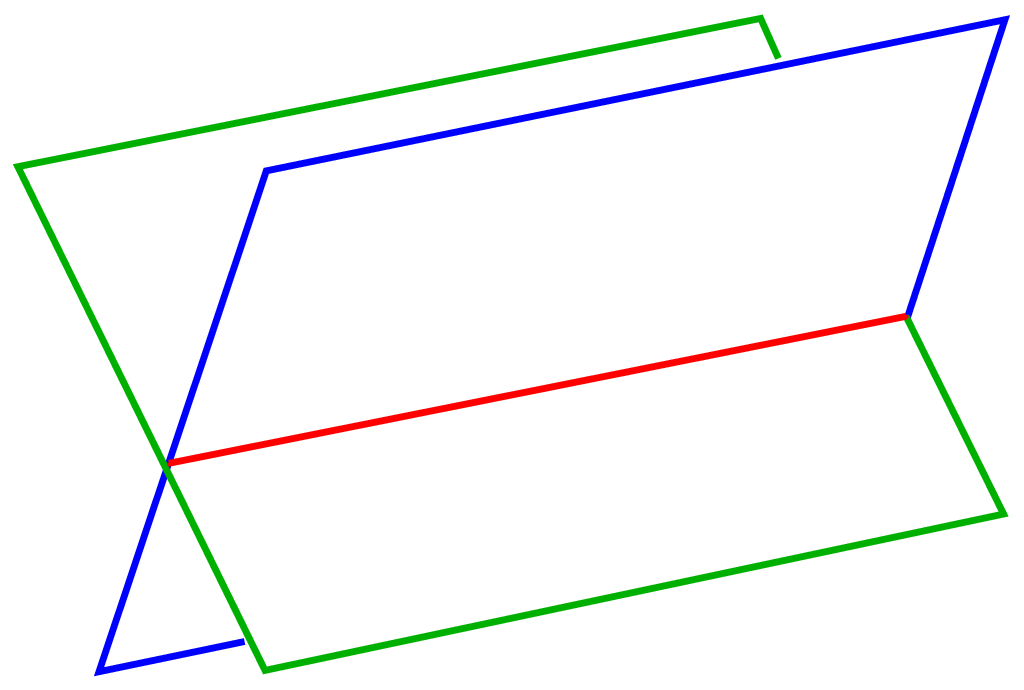
Schnittgerade (rot) zweier Ebenen (grün und blau)

Als Schnittgerade bezeichnet man in der Geometrie eine Gerade, in der sich zwei nicht parallele Ebenen im dreidimensionalen euklidischen Raum schneiden. Eine Gerade im Raum wird üblicherweise durch eine Parameterform einer Geradengleichung beschrieben. Der Weg zu der Geradengleichung der Schnittgerade zweier Ebenen hängt von der Beschreibung der beiden zu schneidenden Ebenen ab. Da es hierfür zwei Standard-Beschreibungen (Normalenform und Parameterform) gibt, gibt es drei Möglichkeiten, die Geradengleichung der Schnittgerade zu bestimmen. 
Ist eine der zu schneidenden Ebenen eine Koordinatenebene, so nennt man die Schnittgerade Spurgerade. Besitzen mehrere Ebenen eine gemeinsame Schnittgerade, so spricht man von einem Ebenenbüschel.

## Schnitt einer Ebene in Normalenform mit einer Ebene in Parameterform

### Berechnung
Gegeben seien eine Ebene in Normalenform,
{\displaystyle E_{1}\colon \ {\vec {n}}\cdot {\vec {x}}=d},
und eine Ebene in Parameterform,
{\displaystyle E_{2}\colon \ {\vec {x}}={\vec {p}}+r{\vec {u}}+s{\vec {v}}}.
Damit die Ebenen nicht parallel sind, muss {\displaystyle {\vec {n}}\cdot {\vec {u}}\neq 0} oder {\displaystyle {\vec {n}}\cdot {\vec {v}}\neq 0} sein, denn andernfalls wäre {\displaystyle {\vec {n}}} auch ein Normalenvektor von {\displaystyle E_{2}}. Gesucht ist nun eine Parameterdarstellung der Schnittgerade
{\displaystyle g\colon \ {\vec {x}}={\vec {q}}+t{\vec {w}}}.
Einsetzen der Parameterform in die Normalenform führt zu
{\displaystyle {\vec {n}}\cdot {\vec {p}}+r\,{\vec {n}}\cdot {\vec {u}}+s\,{\vec {n}}\cdot {\vec {v}}=d}.
Ist {\displaystyle {\vec {n}}\cdot {\vec {u}}\neq 0}, dann ergibt ein Auflösen der Gleichung nach dem Parameter {\displaystyle s} und nachfolgendes Einsetzen in die Parameterform
{\displaystyle g\colon {\vec {x}}=\left({\vec {p}}+{\frac {d-{\vec {n}}\cdot {\vec {p}}}{{\vec {n}}\cdot {\vec {u}}}}{\vec {u}}\right)+t\left({\vec {v}}-{\frac {{\vec {n}}\cdot {\vec {v}}}{{\vec {n}}\cdot {\vec {u}}}}{\vec {u}}\right)}.
Ist {\displaystyle {\vec {n}}\cdot {\vec {u}}=0}, werden die Rollen von {\displaystyle {\vec {u}}} und {\displaystyle {\vec {v}}} vertauscht.

### Beispiel
Die beiden Ebenen seien durch
{\displaystyle E_{1}\colon \ (1,2,1)^{T}\cdot {\vec {x}}=1}
und
{\displaystyle E_{2}\colon \ {\vec {x}}=(1,1,1)^{T}+r(2,1,-3)^{T}+s(-1,1,0)^{T}}
gegeben. Für die Schnittgerade ergibt sich dann die Parameterdarstellung
{\displaystyle g\colon \ {\vec {x}}=(-5,-2,10)^{T}+t(-3,0,3)^{T}}.

## Schnitt zweier Ebenen in Parameterform

### Berechnung
Falls beide Ebenengleichungen in Parameterform vorliegen, berechnet man zunächst für eine der beiden Ebenen die Normalenform und wendet dann das Verfahren aus dem vorigen Abschnitt an. Für eine Ebene mit dem Stützvektor {\displaystyle {\vec {p}}} und den Richtungsvektoren {\displaystyle {\vec {u}}} und {\displaystyle {\vec {v}}} erhält man durch das Kreuzprodukt
{\displaystyle {\vec {n}}={\vec {u}}\times {\vec {v}}}
einen Normalenvektor und die Ebenengleichung ist dann
{\displaystyle E\colon \ {\vec {n}}\cdot {\vec {x}}={\vec {n}}\cdot {\vec {p}}}.
Um die Parallelität zweier Ebenen in Parameterform zu untersuchen, bestimmt man zunächst mit Hilfe des Kreuzproduktes für eine der Ebenen einen Normalenvektor. Sind die Skalarprodukte dieses Normalenvektors mit den Richtungsvektoren der anderen Ebene jeweils gleich null, so sind die beiden Ebenen parallel.

### Beispiel
Die beiden Ebenen seien durch
{\displaystyle E_{1}\colon \ {\vec {x}}=(1,-1,1)^{T}+r_{1}(2,1,-1)^{T}+s_{1}(-1,1,0)^{T}}
und
{\displaystyle E_{2}\colon \ {\vec {x}}=(1,1,1)^{T}+r_{2}(2,2,-1)^{T}+s_{2}(1,0,1)^{T}}
gegeben. Als Normalenvektor für {\displaystyle E_{1}} ergibt sich
{\displaystyle {\vec {n}}=(2,1,-1)^{T}\times (-1,1,0)^{T}=(1,1,3)^{T}}
und damit die Normalenform 
{\displaystyle E_{1}\colon \ {\vec {x}}=(1,1,3)^{T}\cdot {\vec {x}}=3}.
Für die Schnittgerade erhält man dann die Parameterdarstellung
{\displaystyle g\colon \ {\vec {x}}=(-3,-3,3)^{T}+t(-7,-8,5)^{T}}.

## Schnitt zweier Ebenen in Normalenform

### Berechnung
Gegeben seien nun zwei Ebenen
{\displaystyle E_{1}\colon \ {\vec {n}}_{1}\cdot {\vec {x}}=d_{1}}
und
{\displaystyle E_{2}\colon \ {\vec {n}}_{2}\cdot {\vec {x}}=d_{2}}
Damit die Ebenen nicht parallel sind, müssen die beiden Normalenvektoren {\displaystyle {\vec {n}}_{1},{\vec {n}}_{2}} linear unabhängig sein, das heißt {\displaystyle {\vec {n}}_{1}} darf nicht Vielfaches von {\displaystyle {\vec {n}}_{2}} sein. Gesucht ist wieder eine Parameterdarstellung der Schnittgerade
{\displaystyle g\colon \ {\vec {x}}={\vec {q}}+t{\vec {w}}}.
Der Richtungsvektor der Schnittgerade ergibt sich aus dem Kreuzprodukt der Normalenvektoren:
{\displaystyle {\vec {w}}={\vec {n}}_{1}\times {\vec {n}}_{2}}.
Einen Stützvektor {\displaystyle {\vec {q}}} der Schnittgerade erhält man, indem man die Ebenen {\displaystyle E_{1}} und {\displaystyle E_{2}} mit der zu ihnen senkrechten Ebene 
{\displaystyle E_{3}\colon \ {\vec {x}}=s_{1}{\vec {n}}_{1}+s_{2}{\vec {n}}_{2}}
schneidet. Die Parameter {\displaystyle s_{1}} und {\displaystyle s_{2}} findet man durch Einsetzen in die Gleichungen der Ebenen {\displaystyle E_{1}} und {\displaystyle E_{2}} und erhält so
{\displaystyle {\vec {q}}={\frac {d_{1}{\vec {n}}_{2}^{2}-d_{2}({\vec {n}}_{1}\cdot {\vec {n}}_{2})}{{\vec {n}}_{1}^{2}{\vec {n}}_{2}^{2}-({\vec {n}}_{1}\cdot {\vec {n}}_{2})^{2}}}{\vec {n}}_{1}+{\frac {d_{2}{\vec {n}}_{1}^{2}-d_{1}({\vec {n}}_{1}\cdot {\vec {n}}_{2})}{{\vec {n}}_{1}^{2}{\vec {n}}_{2}^{2}-({\vec {n}}_{1}\cdot {\vec {n}}_{2})^{2}}}{\vec {n}}_{2}}.
Falls beide Normalenvektoren normiert sind (Betrag 1), so sind die Skalarprodukte der Normalenvektoren mit sich selbst gleich 1, und die Formel vereinfacht sich wie folgt:
{\displaystyle {\vec {q}}={\frac {d_{1}-d_{2}({\vec {n}}_{1}\cdot {\vec {n}}_{2})}{1-({\vec {n}}_{1}\cdot {\vec {n}}_{2})^{2}}}{\vec {n}}_{1}+{\frac {d_{2}-d_{1}({\vec {n}}_{1}\cdot {\vec {n}}_{2})}{1-({\vec {n}}_{1}\cdot {\vec {n}}_{2})^{2}}}{\vec {n}}_{2}}.

### Beispiel
Die beiden Ebenen seien durch
{\displaystyle E_{1}\colon \ (1,2,1)^{T}\cdot {\vec {x}}=1}
und
{\displaystyle E_{2}\colon \ (2,-3,2)^{T}\cdot {\vec {x}}=2}
gegeben. Hieraus ergibt sich der Richtungsvektor der Schnittgerade als
{\displaystyle {\vec {w}}={\vec {n}}_{1}\times {\vec {n}}_{2}=(7,0,-7)^{T}}.
Für den Stützvektor {\displaystyle {\vec {p}}} folgt aus {\displaystyle {\vec {n}}_{1}^{2}=6,{\vec {n}}_{2}^{2}=17,{\vec {n}}_{1}\cdot {\vec {n}}_{2}=-2} und aus obiger Formel
{\displaystyle {\vec {q}}={\tfrac {1}{2}}(1,0,1)^{T}}.
Also ist 
{\displaystyle g\colon {\vec {x}}={\tfrac {1}{2}}(1,0,1)^{T}+t(7,0,-7)^{T}}
eine Parameterdarstellung der Schnittgerade beider Ebenen.

### Anmerkung
Die obige Formel liefert zwar eine Parameterdarstellung der Schnittgerade ohne jegliche Fallunterscheidungen, sie ist allerdings rechenaufwändig. Bei konkret vorgegebenen Ebenengleichungen kann es besser sein, den Gauß-Algorithmus zur Bestimmung einer Parameterdarstellung der Schnittgerade zu verwenden. Für obiges Beispiel ist das lineare Gleichungssystem
{\displaystyle x+2y+z=1}
{\displaystyle 2x-3y+2z=2}
zu lösen. 2-mal die erste Gleichung minus 1-mal die zweite Gleichung ergibt das Gleichungssystem in Zeilenstufenform:
{\displaystyle {\begin{array}{rrrcl}x&+2y&+z&=&1\\&7y&&=&0\end{array}}}
Die Unbekannte {\displaystyle z} kann frei gewählt werden: {\displaystyle z=t}. Nachdem {\displaystyle y=0} ist liefert ein Einsetzen in die erste Gleichung {\displaystyle x=1-t}. Damit erhält man die (etwas andere) Parameterdarstellung der Schnittgerade:
{\displaystyle {\vec {x}}=(1,0,0)^{T}+t(-1,0,1)^{T}}.